# POLDIP3
POLDIP3 (англ. DNA polymerase delta interacting protein 3) – білок, який кодується однойменним геном, розташованим у людей на короткому плечі 22-ї хромосоми. Довжина поліпептидного ланцюга білка становить 421 амінокислот, а молекулярна маса — 46 089.
| 10         |  | 20         |  | 30         |  | 40         |  | 50         |
| ---------- |  | ---------- |  | ---------- |  | ---------- |  | ---------- |
| MADISLDELI |  | RKRGAAAKGR |  | LNARPGVGGV |  | RSRVGIQQGL |  | LSQSTRTATF |
| QQRFDARQKI |  | GLSDARLKLG |  | VKDAREKLLQ |  | KDARFRIKGK |  | VQDAREMLNS |
| RKQQTTVPQK |  | PRQVADAREK |  | ISLKRSSPAA |  | FINPPIGTVT |  | PALKLTKTIQ |
| VPQQKAMAPL |  | HPHPAGMRIN |  | VVNNHQAKQN |  | LYDLDEDDDG |  | IASVPTKQMK |
| FAASGGFLHH |  | MAGLSSSKLS |  | MSKALPLTKV |  | VQNDAYTAPA |  | LPSSIRTKAL |
| TNMSRTLVNK |  | EEPPKELPAA |  | EPVLSPLEGT |  | KMTVNNLHPR |  | VTEEDIVELF |
| CVCGALKRAR |  | LVHPGVAEVV |  | FVKKDDAITA |  | YKKYNNRCLD |  | GQPMKCNLHM |
| NGNVITSDQP |  | ILLRLSDSPS |  | MKKESELPRR |  | VNSASSSNPP |  | AEVDPDTILK |
| ALFKSSGASV |  | TTQPTEFKIK |  | L          |  |            |  |            |

A: Аланін

C: Цистеїн

D: Аспарагінова кислота

E: Глутамінова кислота

F: Фенілаланін

G: Гліцин

H: Гістидин

I: Ізолейцин

K: Лізин

L: Лейцин

M: Метіонін

N: Аспарагін

P: Пролін

Q: Глутамін

R: Аргінін

S: Серин

T: Треонін

V: Валін

Кодований геном білок за функцією належить до фосфопротеїнів. 
Задіяний у таких біологічних процесах, як регуляція трансляції, транспорт, транспорт мРНК, ацетилювання, альтернативний сплайсинг. 
Білок має сайт для зв'язування з РНК. 
Локалізований у цитоплазмі, ядрі.